# Helligkorskirken i Łódź
Helligkorskirken (polsk Kościół p. w. Podwyższenia Krzyża Świętego) ligger på hjørnet af Henryk Sienkiewicz’ og Julian Tuwims gade i Łódź. Den var byens anden katolske kirke og blev rejst i årene 1860-1888 efter tegninger af Franciczek Tournelle. 
Kirken er treskibet med grundplan som et kors. Den er bygget i romansk og neorenæssancestil. Kirkebygningen består af facadetårnet (finansieret af Juliusz Heinzel), to kapeller, våbenhuse på vest- og østsiden samt sakristiet bag hovedalteret. I alt findes seks altre i kirken. 
Under 2. verdenskrig blev kirken udelukkende brugt af tyske katolikker, og undgik derfor alvorligere skader.

51°45′56″N 19°27′45″Ø / 51.76559°N 19.46238°Ø